# Elecciones a la Asamblea de Extremadura de 2015
Las elecciones a la Asamblea de Extremadura de 2015 se celebraron el domingo 24 de mayo, de acuerdo con el Decreto dispuesto el 30 de marzo y publicado en el Diario Oficial de Extremadura el día siguiente. Se eligieron los 65 diputados de la ix legislatura de la Asamblea de Extremadura, 36 de ellos en la circunscripción electoral de Badajoz y 29 en la de Cáceres, mediante un sistema proporcional con listas cerradas (método D'Hondt) y un umbral electoral del 5 %, bien sobre el total de votos válidos en circunscripción o bien sobre el total de votos válidos en el conjunto de la comunidad autónoma.
Con una participación del 71,40%, la candidatura de la coalición entre el Partido Socialista Obrero Español y SIEX obtuvo el mayor número de escaños con (30 diputados) frente los 28 escaños de la candidatura del Partido Popular. Las otras dos candidaturas con representación fueron las de Podemos (6 escaños) y Ciudadanos (1 escaños), que entraron por primera vez al parlamento regional. La candidatura Ganemos-Izquierda Unida-Los Verdes no consiguió el 5% de los votos en ninguna de las dos provincias, por lo que no obtuvo escaño, perdiendo así Izquierda Unida la representación parlamentaria de la que dispuso en la viii legislatura.

## Lemas de campaña
- Partido Popular de Extremadura: Hacemos Extremadura
- Partido Socialista Obrero Español de Extremadura-Socialistas Independientes de Extremadura: Tú eres Extremadura
- Izquierda Unida de Extremadura: La fuerza más útil
- eXtremeños: Nosotros, a lo nuestro ¡Lo primero, nuestra gente!
- Extremadura Unida: Yo creo en Extremadura ¿Y tú? Juntos vamos al cambio
- Podemos: Es ahora
- Ciudadanos-Partido de la Ciudadanía: Extremadura pide el cambio
- Unión Progreso y Democracia: Libres para defender tus intereses
- Adelante Extremadura:Adelante Extremadura Dign@s y con derechos
- Vox: Contigo vamos a crear empleo en Extremadura
- Pacma: Su voz. Tu voto
- Badajoz Adelante: Badajoz, nuestra razón de ser

## Resultados
Los resultados completos correspondientes al escrutinio definitivo se detallan a continuación:
| Candidatura                                                    | Candidatura                                                    | Badajoz | Badajoz       | Badajoz       | Cáceres | Cáceres       | Cáceres       | Total   | Total         | Total         |
| Candidatura                                                    | Candidatura                                                    | Vot.    | %             | Esc.          | Vot.    | %             | Esc.          | Vot.    | %             | Esc.          |
| -------------------------------------------------------------- | -------------------------------------------------------------- | ------- | ------------- | ------------- | ------- | ------------- | ------------- | ------- | ------------- | ------------- |
|                                                                | Partido Socialista Obrero Español-SIEX (PSOE-SIEX)             | 171 203 | 43,68         | 18            | 93 812  | 38,03         | 12            | 265 015 | 41,58         | 30            |
|                                                                | Partido Popular (PP)                                           | 142 147 | 36,27         | 15            | 94 119  | 38,15         | 13            | 236 266 | 37,07         | 28            |
|                                                                | Podemos (Podemos)                                              | 28 565  | 7,29          | 3             | 22 651  | 9,18          | 3             | 51 216  | 8,04          | 6             |
|                                                                | Ciudadanos-Partido de la Ciudadanía (Cs)                       | 15 447  | 3,94          | 0             | 12 563  | 5,09          | 1             | 28 010  | 4,39          | 1             |
| Ganemos Extremadura-Izquierda Unida-Los Verdes (Ganemos-IU-LV) | Ganemos Extremadura-Izquierda Unida-Los Verdes (Ganemos-IU-LV) | 18 708  | 4,77          | 0             | 8414    | 3,41          | 0             | 27 122  | 4,25          | 0             |
| Extremeños 'estremeñus' (eX)                                   | Extremeños 'estremeñus' (eX)                                   | 3745    | 0,96          | 0             | 5560    | 2,25          | 0             | 9305    | 1,46          | 0             |
| Unión Progreso y Democracia (UPyD)                             | Unión Progreso y Democracia (UPyD)                             | 2455    | 0,63          | 0             | 1492    | 0,60          | 0             | 3947    | 0,62          | 0             |
| Extremadura Unida (Extremadura Unida)                          | Extremadura Unida (Extremadura Unida)                          | 1063    | 0,27          | 0             | 2064    | 0,84          | 0             | 3127    | 0,49          | 0             |
| Vox (Vox)                                                      | Vox (Vox)                                                      | 1139    | 0,29          | 0             | 647     | 0,26          | 0             | 1786    | 0,28          | 0             |
| Adelante Extremadura (A.Ex)                                    | Adelante Extremadura (A.Ex)                                    | 798     | 0,20          | 0             | 740     | 0,30          | 0             | 1538    | 0,24          | 0             |
| Partido Animalista Contra el Maltrato Animal (PACMA)           | Partido Animalista Contra el Maltrato Animal (PACMA)           | -       | -             | -             | 1502    | 0,61          | 0             | 1502    | 0,24          | 0             |
| Badajoz Adelante (Badajoz Adelante)                            | Badajoz Adelante (Badajoz Adelante)                            | 1245    | 0,32          | 0             | -       | -             | -             | 1245    | 0,19          | 0             |
| En blanco                                                      | En blanco                                                      | 5446    | 1,39          | n/a           | 3115    | 1,26          | n/a           |         |               | n/a           |
| Votos válidos                                                  | Votos válidos                                                  | 391 961 | 100,00        | 36            | 246 679 | 100,00        | 29            | 638 640 | 100,00        | 65            |
| Votos nulos                                                    | Votos nulos                                                    | 7118    | Part. 71,29 % | Part. 71,29 % | 5016    | Part. 71,57 % | Part. 71,57 % | 12 134  | Part. 71,40 % | Part. 71,40 % |
| Votantes                                                       | Votantes                                                       | 399 079 | Part. 71,29 % | Part. 71,29 % | 251 695 | Part. 71,57 % | Part. 71,57 % | 650 774 | Part. 71,40 % | Part. 71,40 % |
| Electores                                                      | Electores                                                      | 559 762 | Part. 71,29 % | Part. 71,29 % | 351 671 | Part. 71,57 % | Part. 71,57 % | 911 433 | Part. 71,40 % | Part. 71,40 % |

## Diputados electos
Relación de diputados electos en las circunscripciones de Badajoz y Cáceres:
| N.º | Nombre                             | Lista | Lista     |
| --- | ---------------------------------- | ----- | --------- |
| 1   | Guillermo Fernández Vara           |       | PSOE-SIEX |
| 2   | José Antonio Monago Terraza        |       | PP        |
| 3   | María de los Ángeles Ugalde Ortiz  |       | PSOE-SIEX |
| 4   | Trinidad Nogales Basarrate         |       | PP        |
| 5   | José María Vergeles Blanca         |       | PSOE-SIEX |
| 6   | Juan Parejo Fernández              |       | PP        |
| 7   | Ana Belén Fernández González       |       | PSOE-SIEX |
| 8   | Consuelo de Fátima Rodríguez Píriz |       | PP        |
| 9   | Valentín García Gómez              |       | PSOE-SIEX |
| 10  | Eugenio Romero Borrallo            |       | Podemos   |
| 11  | María Isabel Gil Rosiña            |       | PSOE-SIEX |
| 12  | Luis Alfonso Hernández Carrón      |       | PP        |
| 13  | Rafael Damián Lemus Rubiales       |       | PSOE-SIEX |
| 14  | María de los Ángeles Muñoz Marcos  |       | PP        |
| 15  | María Sol Mateos Nogales           |       | PSOE-SIEX |
| 16  | Juan Antonio Morales Álvarez       |       | PP        |
| 17  | Hugo Vázquez Velayos               |       | PSOE-SIEX |
| 18  | Francisca Rosa Romero              |       | PP        |
| 19  | María Ascensión Godoy Tena         |       | PSOE-SIEX |
| 20  | Luis Francisco Sánchez Álvarez     |       | PP        |
| 21  | Celestino Vegas Jiménez            |       | PSOE-SIEX |
| 22  | Jara Romero Berro                  |       | Podemos   |
| 23  | Estrella Gordillo Vaquero          |       | PSOE-SIEX |
| 24  | Gema María Cortés Luna             |       | PP        |
| 25  | Juan Antonio González Gracia       |       | PSOE-SIEX |
| 26  | Hipólito Pacheco Delgado           |       | PP        |
| 27  | Catalina Paredes Menea             |       | PSOE-SIEX |
| 28  | María Auxiliadora Correa Zamora    |       | PP        |
| 29  | Andrés Moriano Saavedra            |       | PSOE-SIEX |
| 30  | Lorenzo Albarrán Cuenda            |       | PP        |
| 31  | María Teresa Macías Mateos         |       | PSOE-SIEX |
| 32  | Eva Pérez Zamora                   |       | PP        |
| 33  | Francisco Macías Martín            |       | PSOE-SIEX |
| 34  | Daniel Hierro Fresno               |       | Podemos   |
| 35  | María Dolores Becerra Martínez     |       | PSOE-SIEX |
| 36  | Magdalena Carmona López            |       | PP        |

| N.º | Nombre                           | Lista | Lista     |
| --- | -------------------------------- | ----- | --------- |
| 1   | Fernando Jesús Manzano Pedrera   |       | PP        |
| 2   | Miguel Ángel Morales Sánchez     |       | PSOE-SIEX |
| 3   | Cristina Elena Teniente Sánchez  |       | PP        |
| 4   | Lara Garlito Batalla             |       | PSOE-SIEX |
| 5   | Diego Sánchez Duque              |       | PP        |
| 6   | Santos Jorna Escobero            |       | PSOE-SIEX |
| 7   | María Felisa Cepeda Bravo        |       | PP        |
| 8   | Blanca Martín Delgado            |       | PSOE-SIEX |
| 9   | Álvaro Jaén Barbado              |       | Podemos   |
| 10  | Miguel Cantero Calvo             |       | PP        |
| 11  | Eduardo Béjar Martín             |       | PSOE-SIEX |
| 12  | José María Saponi Cortés         |       | PP        |
| 13  | María Isabel Moreno Duque        |       | PSOE-SIEX |
| 14  | María del Pilar Pérez García     |       | PP        |
| 15  | Carlos Javier Labrador Pulido    |       | PSOE-SIEX |
| 16  | María Victoria Domínguez Paredes |       | C’s       |
| 17  | José Antonio Echávarri Lomo      |       | PP        |
| 18  | Eva María Pérez López            |       | PSOE-SIEX |
| 19  | Irene de Miguel Pérez            |       | Podemos   |
| 20  | Virginia Alberdi Nieves          |       | PP        |
| 21  | Jorge Amado Borrella             |       | PSOE-SIEX |
| 22  | Víctor Gerardo Del Moral Agúndez |       | PP        |
| 23  | María Esther Gutiérrez Morán     |       | PSOE-SIEX |
| 24  | Saturnino López Marroyo          |       | PP        |
| 25  | José Andrés Mendo Vidal          |       | PSOE-SIEX |
| 26  | María Inés Rubio Díaz            |       | PP        |
| 27  | Rosa Ana Chamorro Serrano        |       | PSOE-SIEX |
| 28  | Obed Arnaldo Santos Pascua       |       | Podemos   |
| 29  | José Ángel Sánchez Juliá         |       | PP        |

## Encuestas

### Intención de voto
| Sondeo                                | Encuestadora     | -          |       |         |      |     |      |      |      | Otros | En blanco |
| 2011                                  |                  |            |       |         |      |     |      |      |      |       |           |
| Elecciones a la Asamblea mayo de 2011 | -                | Porcentaje | 46,21 | 44,07   | 5,80 | -   | -    | 1,07 | -    | 1,45  | 1,4       |
| Elecciones a la Asamblea mayo de 2011 | -                | Escaños    | 32    | 30 (28) | 3    | (2) | -    | -    | -    | -     | -         |
| 2012                                  |                  |            |       |         |      |     |      |      |      |       |           |
|                                       | -                | Porcentaje |       |         |      |     |      |      |      |       |           |
| Escaños                               | -                |            |       |         |      |     |      |      |      |       |           |
| 2013                                  |                  |            |       |         |      |     |      |      |      |       |           |
| Expansión.com noviembre de 2013       | -                | Porcentaje | 45,1  | 39,1    | 8,5  | -   | -    | -    | -    | -     | -         |
| Expansión.com noviembre de 2013       | -                | Escaños    | 31-33 | 27-29   | 5    | -   | -    | -    | -    | -     | -         |
| La Razón noviembre de 2013            | NC Report        | Porcentaje | -     | -       | -    | -   | -    | -    | -    | -     | -         |
| La Razón noviembre de 2013            | NC Report        | Escaños    | 30-31 | 30-31   | 4-5  | -   | -    | -    | -    | -     | -         |
| 2014                                  |                  |            |       |         |      |     |      |      |      |       |           |
| Sigma Dos enero de 2014               | Sigma Dos        | Porcentaje | 44,30 | 38,90   | 9,50 | -   | -    | 3,60 | -    | -     | -         |
| Sigma Dos enero de 2014               | Sigma Dos        | Escaños    | 31-32 | 27-28   | 6    | -   | -    | -    | -    | -     | -         |
| Extremadura7días octubre de 2014      | -                | Porcentaje | 33    | 35      | 4,5  | -   | 9,5  | 7,5  | -    | -     | -         |
| Extremadura7días octubre de 2014      | -                | Escaños    | 26    | 27      | -    | -   | 7    | 5    | -    | -     | -         |
| HOY octubre de 2014                   | Sigma Dos        | Porcentaje | 39,7  | 38,2    | 3,6  | -   | 13,5 | -    | -    | -     | -         |
| HOY octubre de 2014                   | Sigma Dos        | Escaños    | 27-29 | 27-29   | -    | -   | 9    | -    | -    | -     | -         |
| 2015                                  |                  |            |       |         |      |     |      |      |      |       |           |
| HOY enero de 2015                     | Sigma Dos        | Porcentaje | 43    | 33,3    | 5,8  | -   | 12,4 | -    | -    | 5     | -         |
| HOY enero de 2015                     | Sigma Dos        | Escaños    | 29-31 | 23-24   | 3    | -   | 8-9  | -    | -    | -     | -         |
| Partido Popular enero de 2015         | -                | Porcentaje | -     | -       | -    | -   | -    | -    | -    | -     | -         |
| Partido Popular enero de 2015         | -                | Escaños    | 32    | 25      | 3    | -   | 5    | -    | -    | -     | -         |
| Extremadura7días febrero de 2015      | -                | Porcentaje | 32,6  | 33,4    | 5,1  | 2,1 | 12,7 | 7,6  | 3,2  | -     | -         |
| Extremadura7días febrero de 2015      | -                | Escaños    | 24    | 24      | 3    | -   | 9    | 5    | -    | -     | -         |
| Canal Extremadura marzo de 2015       | -                | Porcentaje | 43,8  | 29,2    | 4,4  | -   | 13,4 | -    | 4,4  | -     | -         |
| Canal Extremadura marzo de 2015       | -                | Escaños    | 31-33 | 21-23   | 0-2  | -   | 9    | -    | 0-2  | -     | -         |
| La Razón abril de 2015                | NC Report        | Porcentaje | 36,2  | 38,2    | 4,1  | -   | 9,1  | 0,9  | 9,2  | 2,3   | -         |
| La Razón abril de 2015                | NC Report        | Escaños    | 26-27 | 27-28   | -    | -   | 5-6  | -    | 5-6  | -     | -         |
| El País abril de 2015                 | Metroscopia      | Porcentaje | 37,4  | 31,8    | 5,4  | -   | 13   | -    | 10,5 | -     | -         |
| El País abril de 2015                 | Metroscopia      | Escaños    | 25    | 22      | 3    | -   | 8    | -    | 7    | -     | -         |
| El Periódico Extremadura mayo de 2015 | ENQUEST Estudios | Porcentaje | 41,01 | 30,72   | -    | -   | 12,6 | -    | 9,88 | -     | -         |
| El Periódico Extremadura mayo de 2015 | ENQUEST Estudios | Escaños    | 29-30 | 21-22   | -    | -   | 7-8  | -    | 6    | -     | -         |
| ABC 17 de mayo de 2015                | GAD3             | Porcentaje | 37,9  | 33,9    | 3,8  | -   | 8,3  | 1,1  | 10,5 | 1,6   | 2,8       |
| ABC 17 de mayo de 2015                | GAD3             | Escaños    | 26-27 | 24-25   | -    | -   | 6    | -    | 7-8  | -     | -         |

### Valoración de candidatos
| Sondeo                                 | Sondeo                          | J.A. Monago | Guillermo Fernández | Pedro Escobar | Damián Beneyto | Álvaro Jaén | M.V. Domínguez | J.F. Sigüenza |
| 2015                                   |                                 |             |                     |               |                |             |                |               |
| El País, abril de 2015                 | Valoración (dif. apoyo/rechazo) | +8          | +2                  | +2            | -8             | +1          | -2             | +10           |
| El País, abril de 2015                 | Conocimiento                    | 97%         | 96%                 | 67%           | 10%            | 13%         | 18%            | 14%           |
| 2014                                   |                                 |             |                     |               |                |             |                |               |
| El Periódico Extremadura, mayo de 2014 | Valoración (sobre 10)           | 5,69        | 4,79                | 4,58          | 3,66           | -           | -              | -             |
| El Periódico Extremadura, mayo de 2014 | Conocimiento                    | 95,1%       | 93%                 | 70,2%         | 28,5%          | -           | -              | -             |
| 2013                                   |                                 |             |                     |               |                |             |                |               |
| Expansión.com, mayo de 2013            | Valoración (sobre 10)           | 4,11        | 3,98                | 3,40          | -              | -           | -              | -             |
| Expansión.com, mayo de 2013            | Conocimiento                    | -           | -                   | -             | -              | -           | -              | -             |
| 2012                                   |                                 |             |                     |               |                |             |                |               |
| Europa Press, mayo de 2012             | Valoración (sobre 10)           | 5,02        | 4,83                | 4,17          | -              | -           | -              | -             |
| Europa Press, mayo de 2012             | Conocimiento                    | 93,7%       | 95,2%               | 74,5%         | -              | -           | -              | -             |

## Jornada electoral

### Sondeos publicados el día de las elecciones
El día de las elecciones, tras el cierre de las urnas, a las 20:00 horas, GAD3 publicó en Antena 3 los resultados en escaños de las encuestas que había venido realizando durante las dos últimas semanas. 
| Instituto | Medio de publicación | Fecha      | Hora  |       |       |     |     |
| --------- | -------------------- | ---------- | ----- | ----- | ----- | --- | --- |
| Instituto | Medio de publicación | Fecha      | Hora  |       |       |     |     |
| GAD3      | Antena3              | 24/05/2015 | 20:00 | 27-29 | 26-27 | 5-6 | 4-5 |

## Investidura de los nuevos cargos

### Constitución de la Asamblea y elección de sus órganos de gobierno
Cuando se constituyan la nueva Asamblea de Extremadura, el 23 de junio de 2015, los grupos políticos elegirán a sus representantes en la Mesa de las Cortes, incluido el Presidente de la Asamblea, así como los miembros de las comisiones y delegaciones parlamentarias.
| Órganos políticos de la IX Legislatura |                                     |                                  |
| Cargo                                  | Partido                             | Titular                          |
| Presidenta de la Asamblea              | PSOE-E-SIEX                         | Blanca Martín Delgado            |
| Vicepresidente primero                 | PSOE-E-SIEX                         | José Andrés Mendo Vidal          |
| Vicepresidente/a segundo/a             | PP-E                                |                                  |
| Secretario/a primero/a                 | Podemos                             |                                  |
| Secretario/a segundo/a                 | PP-E                                |                                  |
| Portavoz del Grupo Socialista          | PSOE-E-SIEX                         | Valentín García Gómez            |
| Portavoz del Grupo Popular             | PP-E                                |                                  |
| Portavoz del Grupo Podemos             | Podemos                             |                                  |
| Portavoz del Grupo Mixto               | Ciudadanos-Partido de la Ciudadanía | María Victoria Domínguez Paredes |
| Fuente: Asamblea de Extremadura        |                                     |                                  |

### Elección e investidura del Presidente de la Junta
La votación para la investidura del Presidente de la Junta en la Asamblea de Extremadura tuvo el siguiente resultado:
| Candidato                                | Fecha                                                  | Voto       |    |    |   |   | Total |
| ---------------------------------------- | ------------------------------------------------------ | ---------- | -- | -- | - | - | ----- |
| Guillermo Fernández Vara (PSOE-E - SIEX) | 1 de julio de 2015 Mayoría requerida: Absoluta (33/65) | Sí         | 30 |    | 6 |   | 36/65 |
| Guillermo Fernández Vara (PSOE-E - SIEX) | 1 de julio de 2015 Mayoría requerida: Absoluta (33/65) | No         |    |    |   |   | 0/65  |
| Guillermo Fernández Vara (PSOE-E - SIEX) | 1 de julio de 2015 Mayoría requerida: Absoluta (33/65) | Abstención |    | 28 |   | 1 | 29/65 |